# Šurjan
Šurjan (Serbisches-kyrillisch: Шурјан, ungarisch: Surján, deutsch: Schurian) ist ein Dorf in der Gemeinde Sečanj in der Provinz Vojvodina in Serbien. In Šurjan leben etwa 250 Einwohner, mit etwa zu gleichen Teilen Serben und Magyaren. Das Dorf liegt an der serbischen Grenze zu Rumänien. Das Dorf liegt am Ufer des Flusses Tamiš.

## Geschichte
Der Ortsname selbst geht auf Jozsef Surian (Ökonom bei einem ungarischen Grafen aus Temesvár) zurück, der das Dorf angeblich gründete. Allerdings existieren in Temeswar Urkunden, die nachweisen, dass das Dorf bereits im Mittelalter bestand. 1940 wurde die heutige Serbisch-orthodoxe Christi-Himmelfahrts-Kirche im Dorf erbaut. 
Bis 1945 gab es auch sogenannte Banat-Deutsche. Von 1868 bis etwa 1948 betrug die Einwohnerzahl konstant 700 bis 800 Menschen. Im Dorf gab es immer eine Grundschule, eine serbisch-orthodoxe Kirche und ein katholisches Gebetshaus.

## Galerie

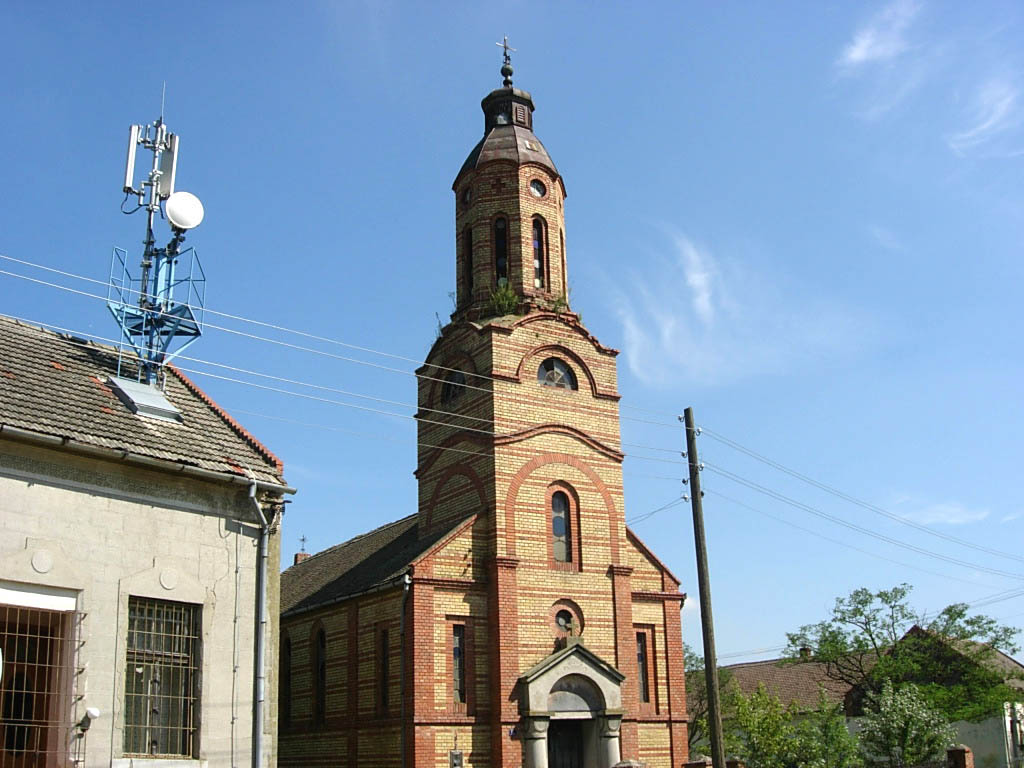
Serbisch-orthodoxe Christi-Himmelfahrts-Kirche aus dem Jahr 1940
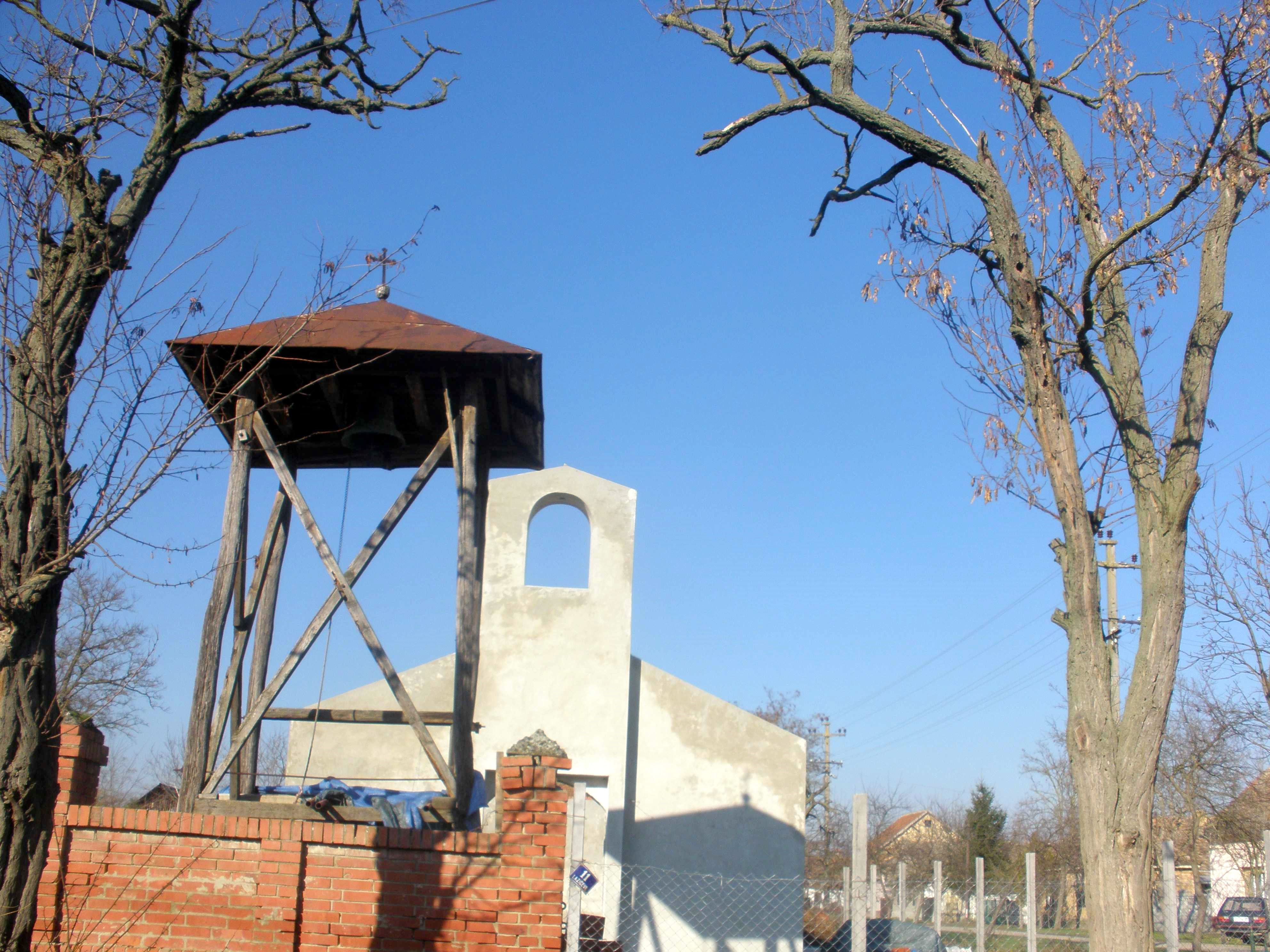
Neue Römisch-katholische Kirche St. Katharina im Jahre 2010